# Cyathula fernando-poensis
Espèce
Statut de conservation UICN

 EN B1ab(iii)+2ab(iii) : En danger
Cyathula fernando-poensis Suess. & Friedrich est une espèce de plantes de la famille des Amaranthaceae et du genre Cyathula, présente sur la ligne montagneuse du Cameroun.

## Étymologie
Son épithète spécifique fernando-poensis fait référence à l'île de Fernando Poo, aujourd'hui connue sous le nom de Bioko en Guinée équatoriale, où le spécimen-type a été récolté en décembre 1951.

## Description
C'est une herbe pouvant atteindre 30 cm de hauteur.

## Distribution
Relativement rare, l'espèce a d'abord été observée en 1951, à El Pico sur l'île de Bioko (Guinée équatoriale), puis au Cameroun, sur deux sites de la Région du Sud-Ouest, dans les monts Bakossi à Kodmin et au mont Koupé au-dessus de Nyasoso.